# Kinnaur
Kinnaur is een district en een vallei in de Indiase deelstaat Himachal Pradesh.
Het district Kinnaur grenst aan Lahul and Spiti in het noorden, het Kullu District en Shimla in het westen, Uttarakhand in het zuiden en de Tibetaanse Autonome Regio van China in het oosten. Het district heeft een oppervlakte van 6.401 km² en 78.334 inwoners (2001). De districtshoofdstad is Rekong Peo.

## Geografie
Kinnaur vormt een deel van het dal van de Sutlej in de Himalaya. Het wordt in het noorden van de Spitivallei gescheiden door de Zanskarketen. In het zuiden loopt de keten van de Kinnaur Kailash, met toppen ver boven de 6000 m. Het dal van de Sutlej ligt rond de 2000 m en is diep en smal. De berg Kinnaur Kailash is heilig voor zowel hindoes als boeddhisten. Ten zuiden van deze berg ligt de Sanglavallei.
Belangrijke plaatsen in Kinnaur zijn Kalpa, Rekong Peo, Sangla, Chitkul, Puh en Chango.
In het noordoosten is Kinnaur verbonden met de Spitivallei, die op het Sutlejdal uitkomt. Langs de Sutlej loopt de Hindustan-Tibet Highway Tibet binnen over de Shipki La. Deze is sinds 1994 officieel geopend voor lokale handelaren, die niet verder mogen dan vlak over de grens, waar ze hun spullen kunnen verhandelen.

### Klimaat en natuur
Vanwege de grote hoogte heeft Kinnaur een koel klimaat. De winters duren van oktober tot mei. Sommige lagere delen hebben ook een nat seizoen, maar de hogere delen vallen grotendeels in de regenschaduw van de Himalaya. Dit zijn droge gebieden met een klimaat vergelijkbaar met dat van Tibet.
De hogere delen van Kinnaur hebben een begroeiing van stug gras. Tussen de 3500 en 5000 meter kunnen soorten als jeneverbes, den, zilverspar, cipres en rododendron voorkomen. Lager kunnen ook eik, kastanje, els, esdoorn, berk, magnolia, appel en abrikoos groeien.
Op de hogere delen worden jaks en dzo's gehouden. Wilde dieren zijn onder andere de Aziatische zwarte beer en kleine wilde pony's.

## Bevolking
De lokale bevolking, de Kinnauri's of Kinners, is etnisch een mengeling tussen Tibetanen en Indo-Ariërs. In de lagere delen is de Indo-Arische invloed groter, in de hogere delen de Tibetaanse. Volgens de legendes zijn de Kinnauri's afstammelingen van de Pandava's, wezens die half god en half mens waren en bovennatuurlijke krachten hadden.
De taal van de Kinnauri's, Kinnauri, is een Tibeto-Burmaanse taal. Veel leenwoorden komen uit het Hindi. In de Sutlejvallei leven tegenwoordig nog zo'n 2000 sprekers van het Zhangzhung.
De Kinnauri's hebben een systeem van twee kasten, die in subclasses worden onderverdeeld. Het systeem geldt alleen voor de hindoes, die meer in de lagere delen van Kinnaur wonen.

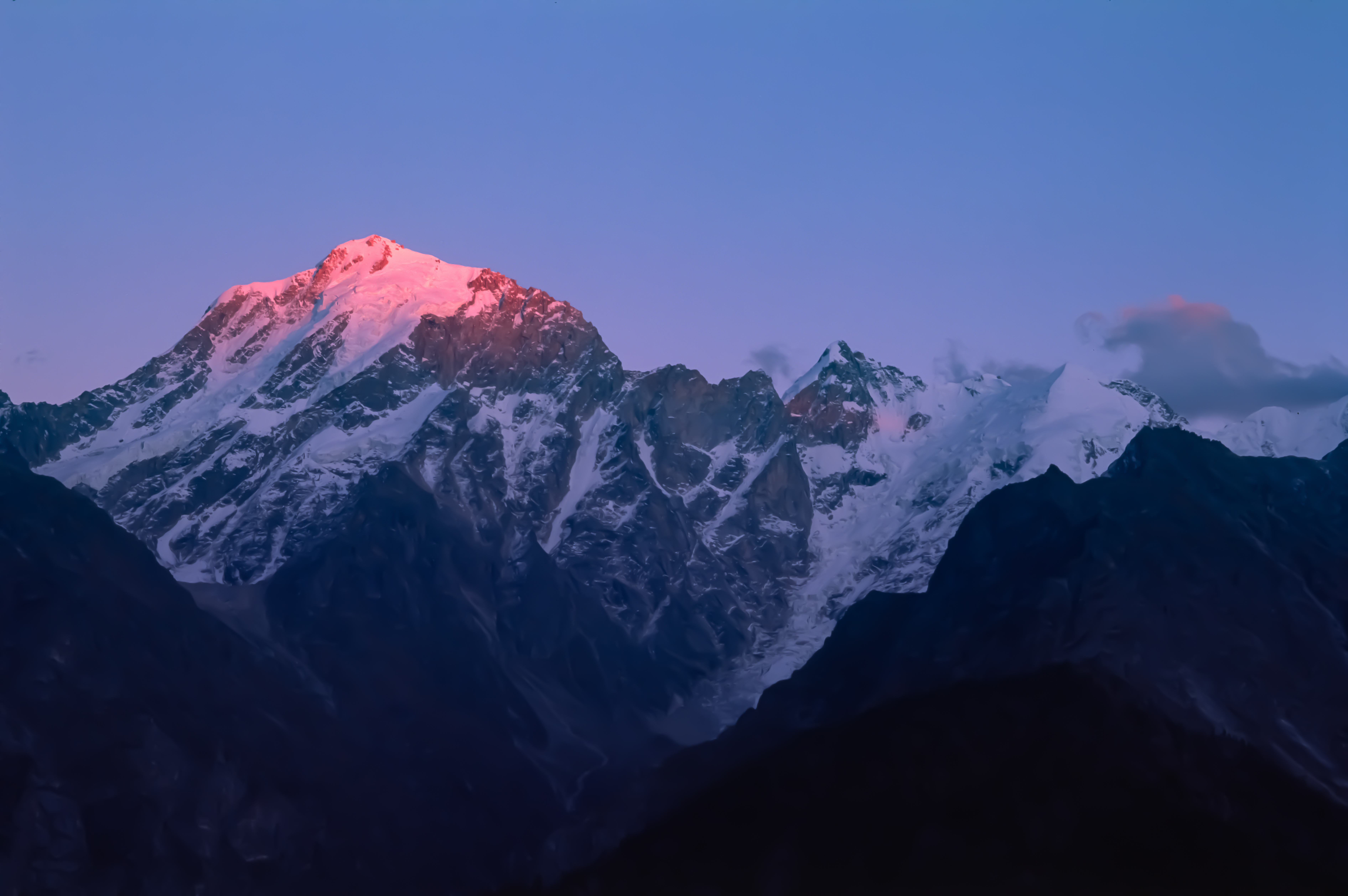
Kinnaur Kailash (6050 m), de heilige berg van Kinnaur, trekt elk jaar duizenden pelgrims.

## Religie
Hindoeïsme en boeddhisme zijn de belangrijkste religies van het gebied. Ook bön komt voor. De meeste inwoners hebben elementen uit deze drie religies gemengd: in de lagere delen van Kinnaur komt vooral hindoeïsme met boeddhistische invloeden voor, in de hogere delen boeddhisme met hindoe-invloeden. In sommige tempels worden zowel hindoe- als boeddhistische goden aanbeden.
Bijgeloof speelt een belangrijke rol in het leven van de Kinnauri's: boze geesten worden met puja verjaagd en de hoorns van dieren worden gebruikt om geluk te brengen.
Veel boeddhistische families sturen kinderen naar gompa's om als lama (monnik) of chommo (non) opgeleid te worden.
De heilige berg Kinnaur Kailash wordt elk jaar door duizenden pelgrims bezocht. Een pelgrimstocht wordt yatra genoemd.

## Geschiedenis
Kinnaur was een deel van de Indiase Magadha- en Mauryarijken in de 4e eeuw voor Christus. Later kwam het onder de invloed van het Gugekoninkrijk in West-Tibet.
Later ontstonden zeven onafhankelijke staatjes, sat khund. Deze staatjes vochten tegen elkaar om de macht. Soms bemoeiden de Tibetaanse heersers zich met deze ruzies. Hieraan kwam pas een einde toen de Mogolkeizer Akbar de Grote Kinnaur veroverde.
Kinnaur is sinds de Indiase onafhankelijkheid in 1947 onderdeel van Himachal Pradesh.

## Toerisme
Sinds 1991 is Kinnaur geopend voor buitenlandse toeristen. Het toeristenseizoen is tussen april en oktober, in de winter is Kinnaur vaak door sneeuwval afgesloten van de buitenwereld. Toeristenbestemmingen zijn de plaatsen Puh, Rekong Peo, Katgaon en de Sanglavallei. Soms reist men door naar Spiti, hoewel de weg soms onbegaanbaar is.